# Puerto Maldonado
Puerto Maldonado je město, ležící v jihovýchodní části Peru na břehu řeky Madre de Dios, v peruánské Amazonii. Je hlavním městem regionu Madre de Dios a provincie Tambopata. Žije zde téměř 75 tisíc obyvatel.

## Poloha
Město leží asi 55 km západně od hranic s Bolívií na soutoku řek Madre de Dios a Tambopata v Amazonské nížině.

## Klima
Pro město je typické teplé a vlhké klima amazonských deštných lesů. Průměrná teplota se blíží 30 °C přičemž nejteplejší částí roku je období září až prosinec (průměr 33 °C), nejchladnější je období duben až červenec (28 °C). Každý rok zde spadne asi 2160 mm srážek přičemž srážkovým vrcholem je období mezi listopadem a březnem. V období mezi červnem a zářím může oblast postihnout fenomém zvaný surazo nebo friaje pro nějž je charakteristický vpád studeného vzduchu od hor na jihu. Po několik dnů v roce může teplota spadnout až na 8 °C.

## Historie
Město začalo vznikat na přelomu 19. a 20. století v průběhu kaučukové horečky. V roce 1912 se stalo hlavním městem nově vzniklého peruánského regionu Madre de Dios.

## Fotogalerie

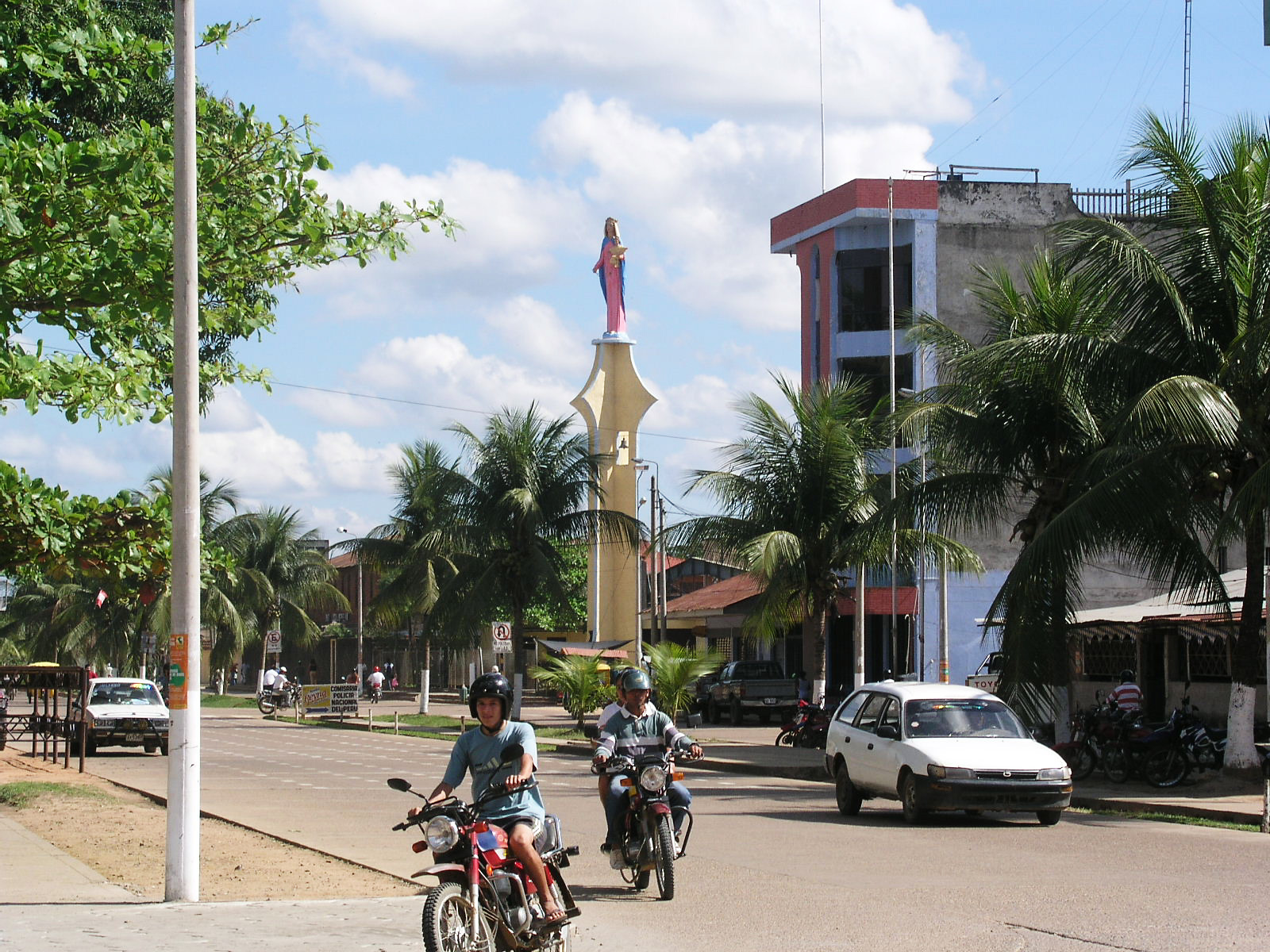
Ulice, Puerto Maldonado
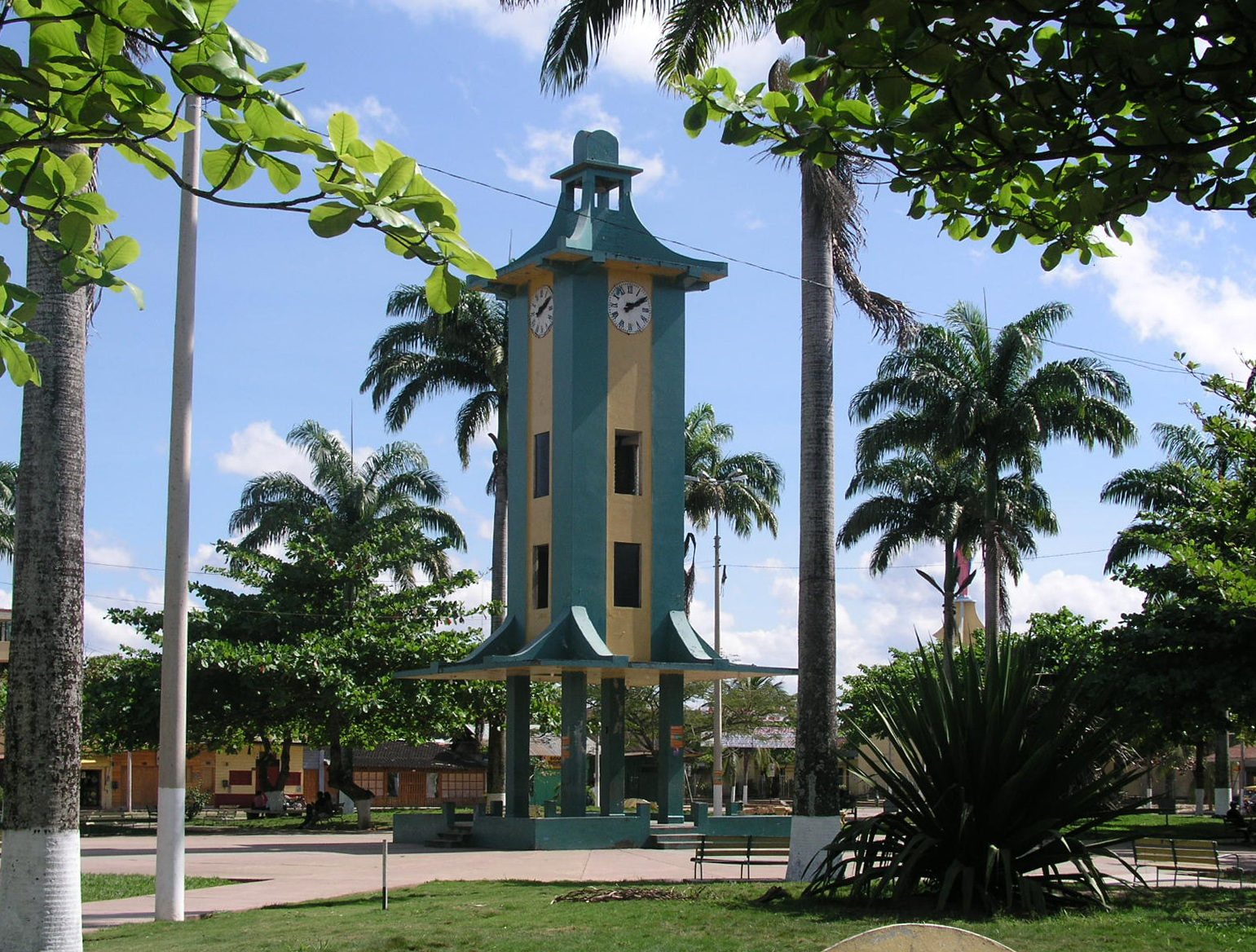
Centrální náměstí
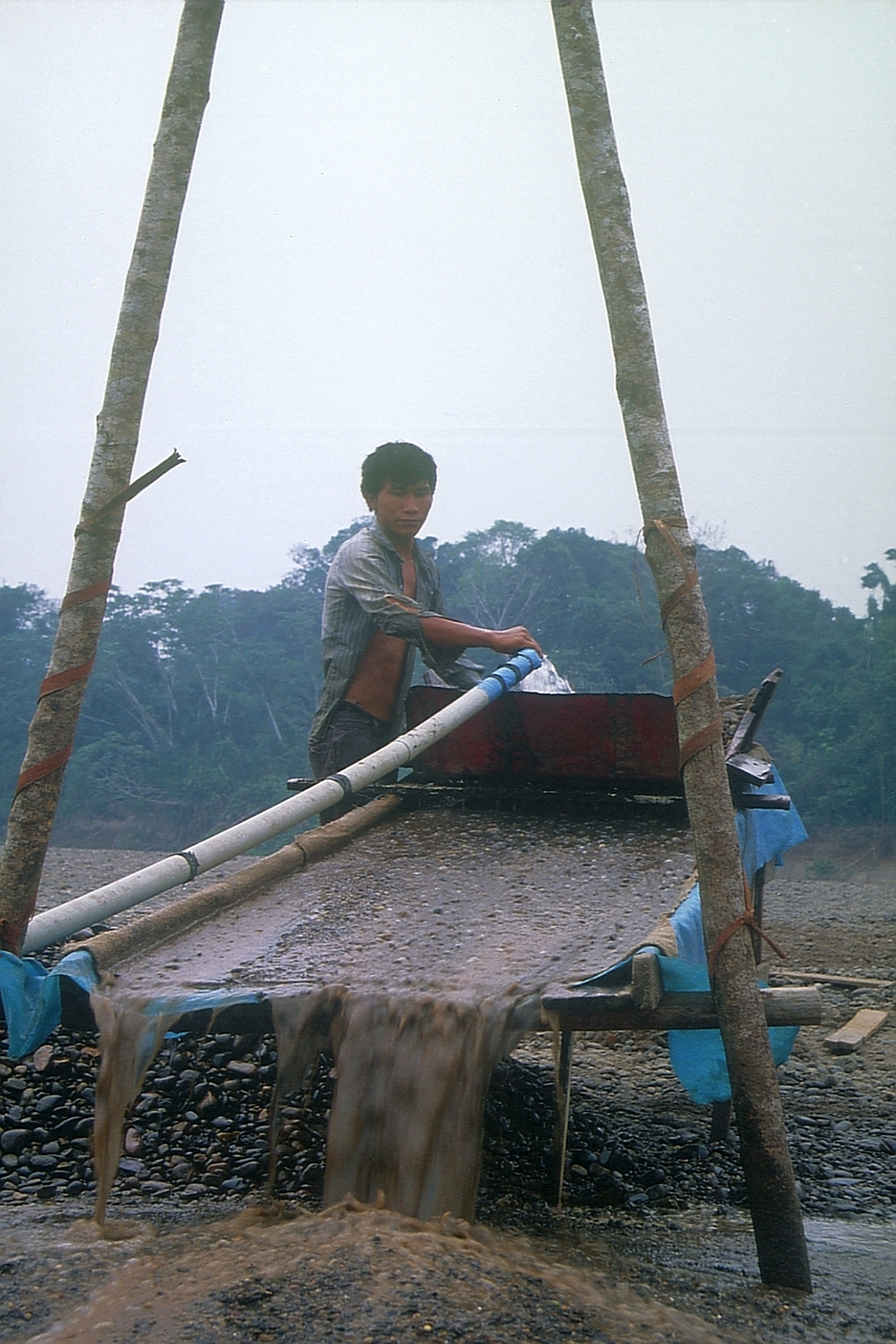
Těžba zlata nedaleko města